# Прёльс, Иоганн
Иоганн Прёльс (нем. Johannes Proelß; 4 июля 1853, Дрезден, Германский союз — 20 сентября 1911, Эсслинген-на-Неккаре, Штутгарт) — немецкий писатель

, переводчик, журналист, историк литературы. Сын Роберта Прёльса.

## Биография
Изучал историю и философию в университетах Лейпцига и Йены и первоначально хотел быть библиотекарем, однако затем обратился к литературе и журналистике. С 1875 года работал в редакции «Börsenblatts für den Deutschen Buchhandel», с 1877 по 1881 год — в «Allgemeine literarische Korrespondenz». В июле 1881 года переехал из Лейпцига во Франкфурт и стал художественным редактором в газете «Frankfurter Zeitung». В 1891 году переехал в Штутгарт и работал в редакции «Vom Fels zum Meer». С 1894 по 1903 год остоял редактором «Die Gartenlaube».
Написал ряд новелл, стихотворений (сборник «Trotz alledem», 1886), комедий, романов («Bilderstürmer», 1895; «Das Bild der Königin», 1904), историко-литературных сочинений («Scheffels Leben und Dichten», 1881; «Gutzkow», 1880—1881 (биография Карла Гуцкова; собирать материал для неё начал после смерти последнего в 1878 году, пользовался при этом семейным архивом покойного); «Das junge Deutschland», 1892). В основном сотрудничал с издательством Адольфа Бонца, однако иногда его произведения выходили и в других издательствах.